# Horse Girl
Pour plus de détails, voir Fiche technique et Distribution.
Horse Girl est un film dramatique et psychologique américain sorti en 2020. Le film est réalisé et produit par Jeff Baena à partir d'un scénario qu'il a coécrit avec Alison Brie et met en vedette Alison Brie, Debby Ryan, John Reynolds, Molly Shannon, John Ortiz et Paul Reiser. 
Le film a eu sa première mondiale au Festival du film de Sundance le 27 janvier 2020 et est sorti le 7 février 2020 sur Netflix. 

## Synopsis
Sarah est une jeune femme timide et introvertie qui mène une vie tranquille et travaille dans un magasin d'artisanat. Dans ses temps libres, elle visite la tombe de sa mère, décédée par suicide l'année précédente, et fréquente l'écurie où son ancien cheval, Willow, est en pension, et où elle a monté dans son enfance. Les visites récurrentes de Sarah agacent visiblement les propriétaires. Le jour de l'anniversaire de Sarah, elle tente faiblement de demander à la femme qui enseigne son cours de Zumba de sortir avec elle mais ne parvient pas à faire valoir son point de vue. Lorsque sa colocataire, Nikki, retrouve Sarah seule à la maison le jour de son anniversaire, elle invite Darren, le colocataire de son petit ami Brian, à un double rendez-vous. Les quatre fument de la marijuana et boivent des boissons, et Sarah écoute avec impatience pendant que Darren révèle des détails sur lui-même et sur sa relation passée. Après son départ, Sarah a un rêve bizarre dans lequel elle est allongée dans une pièce blanche avec un homme et une femme. 
Le lendemain matin, Nikki se réveille et trouve Sarah endormie sur le sol du salon, et de grandes marques de rayures traversent le mur. Darren retourne à l'appartement pour récupérer sa voiture et demande à Sarah un rendez-vous. Au travail, Sarah a le nez ensanglanté et reconnaît un homme marchant dehors qui ressemble à celui de son rêve. Plus tard, Sarah passe un après-midi avec son amie d'enfance Heather, qui a subi un traumatisme crânien dans un accident de cheval qui lui a valu des crises d'épilepsie récurrentes et des pertes de mémoire à court terme. 
Une série d'incidents bizarres s'abat bientôt sur Sarah : elle entend des gens parler dans son appartement quand Nikki n'est pas à la maison, et plus tard un matin, sa voiture a été volée dans le garage de son appartement. Gary, le riche beau-père de Sarah, l'informe que la voiture est apparue dans un chantier de remorquage, car l'enregistrement est toujours à son nom. Il fait venir Sarah pour le récupérer, et le chauffeur de remorquage les informe que la voiture a été abandonnée près d'une installation d'eau au milieu de la route. Plus tard, Sarah sort apparemment somnambule de son appartement et se réveille debout sur un trottoir, et a une perte de temps inexpliquée. Son patron, Joan, suggère à Sarah de consulter un médecin compte tenu des antécédents familiaux de problèmes de santé mentale de Sarah. 
Sarah est convaincue qu'elle subit des enlèvements par des extraterrestres et pourrait être un clone, ce dernier étant déclenché par une intrigue secondaire dans Purgatory, une série télévisée fantastique que Sarah regarde régulièrement. En raison de sa ressemblance frappante avec sa grand-mère décédée, Sarah craint d'être un clone d'elle. Pendant ce temps, elle suit l'homme de son rêve, Ron, à un magasin de plomberie qu'il possède. Lors d'un rendez-vous avec Darren, Sarah confie avec manie sa conviction qu'elle est un clone et lui demande de la conduire sur la tombe de sa mère pour la déterrer et récupérer son ADN. Lorsque Darren devient dérangé, Sarah l'accuse d'avoir comploté contre elle et le menace de ciseaux, le forçant à la laisser là. 
Après que Sarah se soit déshabillée au travail sans aucun souvenir de l'avoir fait, elle est admise dans un hôpital psychiatrique. Sarah est libérée après 72 heures de l'hôpital et s'habille de la robe de sa grand-mère, puis vole Willow à l'écurie et marche avec le cheval dans les bois. Sarah s'arrête dans une clairière et s'allonge par terre. Quelques instants plus tard, un vaisseau spatial apparaît ; elle lévite vers le ciel et disparaît.

## Fiche technique
- Titre original : Horse Girl
- Réalisation : Jeff Baena
- Scénario : Jeff Baena, Alison Brie
- Photographie : Sean McElwee
- Montage : Ryan Brown
- Musique : Josiah Steinbrick, Jeremy Zuckerman
- Pays de production : États-Unis
- Langue originale : anglais
- Format : couleur
- Genre : Drame et thriller
- Durée : 103  minutes
- Dates de sortie :
  - États-Unis : 27 janvier 2020 (Festival du film de Sundance)

## Distribution
- Alison Brie (VF : Natacha Muller) : Sarah
  - Victoria Clare : Sarah jeune
- Debby Ryan (VF : Jessica Monceau) : Nikki
- John Reynolds (VF : Benjamin Gasquet) : Darren
- Molly Shannon (VF : Brigitte Virtudes) : Joan
- John Ortiz : Ron
- Jay Duplass (VF : Taric Mehani) : Ethan
- Robin Tunney (VF : Cathy Diraison) : Agatha Kaine
- Paul Reiser (VF : Michel Dodane) : Gary
- Matthew Gray Gubler : Darren Colt
- Meredith Hagner (en) : Heather
  - Zoe Saltz : Heather jeune
- Jake Picking (en) : Brian
- Dylan Gelula (VF : Clara Soares) : Jane Doe
- Toby Huss : Joe
- Angela Trimbur : Julie
- David Paymer : le docteur
- Aaron Stanford : Hades
- Lauren Weedman (VF : Claire Beaudouin) : Cheryl

 Source et légende : version française (VF) sur RS Doublage

## Sortie
Le film sort en première mondiale au Festival du film de Sundance le 27 janvier 2020. Il sort le 7 février 2020 sur Netflix. 

## Accueil
Horse Girl reçoit une cote d'approbation de 72% sur le site Web de l'agrégateur d'avis Rotten Tomatoes sur la base de 53 avis, avec une note moyenne de 6,26 / 10. Le consensus critique du site se lit comme suit « Horse Girl se montre réticent ou incapable d'explorer les thèmes plus profonds qu'il aborde, mais ce drame inhabituel est ancré dans la performance engagée d'Alison Brie ». 
Nick Allen de RogerEbert.com a vu le film lors de sa première mondiale au Festival du film de Sundance. Dans une critique 3 étoiles : « La sincérité que Brie apporte à son incarnation à part entière de la maladie mentale est majeure et aide à son tour Horse Girl à surmonter sa narration délicate. ».

## Voira aussi